# القانون الجنائي (أحكام مؤقتة) (سنغافورة)

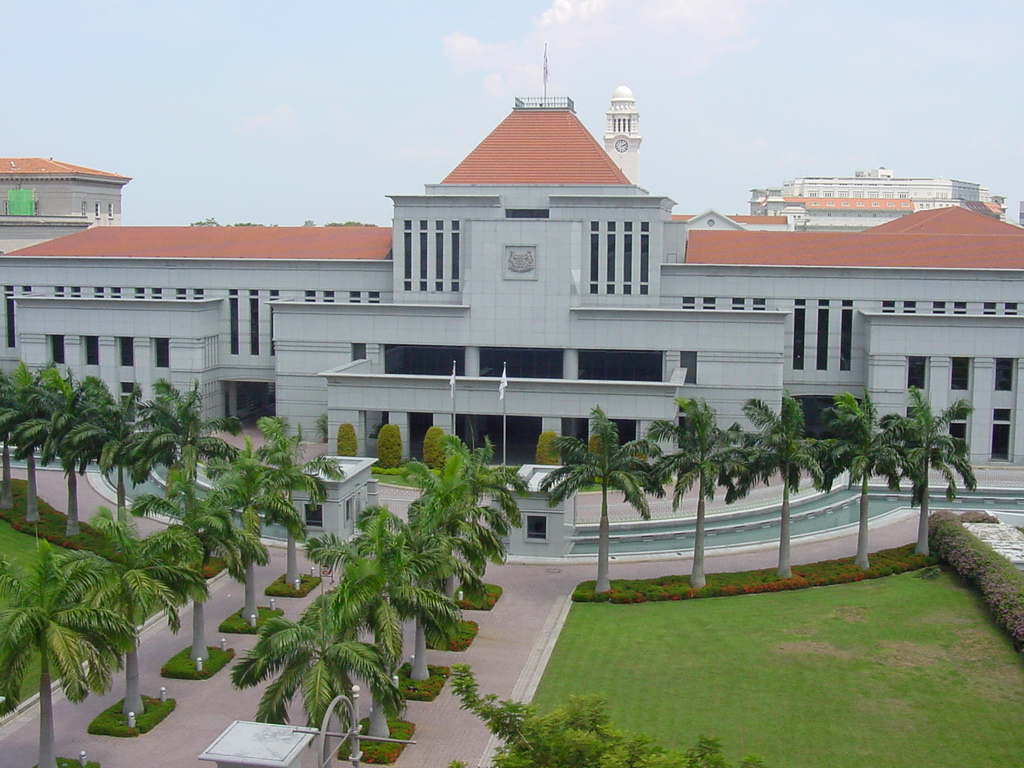

القانون الجنائي (الأحكام المؤقتة) (CLTPA) هو قانون في سنغافورة، يسمح للسلطة التنفيذية لحكومة سنغافورة أن تأمر باحتجاز المجرمين المشتبه بهم دون محاكمة. تم تقديمه في عام 1955 خلال فترة الاستعمار وكان تدبيرًا مؤقتا ولكن تم تجديده باستمرار. تم تمديد سريان مفعول القانون مؤخراً في فبراير / شباط عام 2018، وسيبقى ساري المفعول حتى أكتوبر / تشرين الأول عام 2024. ووفقًا للحكومة: لا يُستخدم القانون إلا كملجأ أخير عندما تُرتكب جريمة خطيرة ولا تقوم المحكمة بإصدار الاحكام. كحالة عدم رغبة الشهود أو خوفهم من تقديم الشهادة في المحكمة. يُستخدم القانون إلى حد كبير في القضايا المتعلقة بالتنظيمات السرية والاتجار بالمخدرات وتحصيل القروض.
ينص الجزء الخامس من القانون على أنه كلما رأى وزير الداخلية بأن شخص ما سواء كان حرًا أو رهن الاحتجاز مرتبط بأنشطة ذات طبيعة إجرامية يجوز للوزير بموافقة المدعي العام أن يأمر باحتجاز ذلك الشخص لأي مدة يريدها بحيث لا تزيد عن 12 شهرًا إذا كان مقتنعًا بأن الاحتجاز ضروري لتحقيق السلامة العامة والنظام. أو يأمر بإخضاع الشخص لإشراف الشرطة لأي فترة لا تتجاوز ثلاث سنوات إذا كان يرى بأن ذلك ضروري. ويجب على الوزير في غضون 28 يومًا من صدور أمر الاعتقال إحالة الأمر وبيان الأسباب التي تم بموجبها إصدار الأمر إلى لجنة استشارية. ويجب على اللجنة الاستشارية تقديم تقرير مكتوب عن الأمر مع تقديم توصيات بما تراه مناسبًا إلى رئيس سنغافورة الذي يجوز له إلغاء الطلب أو تركه فعالًا. ويجوز للرئيس تمديد صلاحية أي أمر احتجاز لفترات لا تتجاوز 12 شهرًا في أي وقت، ويجوز له أيضًا إحالة أي من هذه الأوامر إلى لجنة استشارية لإجراء المزيد من الدراسة فيها. كان متوسط عدد أوامر الاحتجاز الصادرة كل عام بين عامي 2008 و2012 هو 43 أمر، وحتى 31 أكتوبر / تشرين الأول عام 2013 كان هناك 209 أشخاص محتجزين بموجب قانون الاحكام المؤقتة الجنائية.
يهتم الجزء الثاني من القانون بجرائم جنائية تهدف إلى منع وقوع مواد خطرة في أيدي أشخاص ينوون القيام بأفعال أو قاموا مؤخرًا بأفعال ضارة بالسلامة العامة أو النظام العام في سنغافورة، وإنشاء أو حيازة وثائق خطرة. يحظر الجزء الثالث الإضرابات في صناعات خدمات الكهرباء والغاز والمياه. كما أنه يمنع الاضرابات فيما يتعلق بالخدمات الأساسية الأخرى ما لم يتم تقديم إشعار لمدة 14 يومًا، أو أثناء الإجراءات المتخذة لحل النزاعات التجارية. يحتوي الجزء الرابع على العديد من الأحكام العامة بما في ذلك الأحكام التي تمكن الشرطة من تفريق التجمعات وإجراء عمليات البحث والتقاط الصور وبصمات الأصابع وأخذ عينات جسدية من الأشخاص المعتقلين أو المحتجزين أو الخاضعين لإشراف الشرطة.

## التاريخ
تم إصدار النسخة الأولى من القانون الجنائي (الأحكام المؤقتة) تحت اسم القانون الجنائي (الأحكام المؤقتة) لعام 1955  عندما كانت سنغافورة مستعمرة تابعة لولي عهد الإمبراطورية البريطانية. هدف الجزء الثالث من القانون إلى السيطرة على حركة الأشخاص والسفن في مضيق جوهور، وكان يهدف إلى مساعدة اتحاد الملايا في حرمان الإرهابيين الشيوعيين من الإمدادات في أدغال جوهور. فرض الجزء الخامس من القانون ضرورة إعطاء إشعار لمدة 14 يومًا بالإضراب أو الإغلاق في خدمة ضرورية لإجراء ترتيبات الطوارئ من أجل ضمان استمرار الحد الأدنى من الخدمة الضرورية لرفاهية الشعب. ويتطلب هذا الأمر التجديد بعد ثلاث سنوات.

تم تعديل القانون في آب / أغسطس عام 1958 بحيث سمح بالاحتجاز الوقائي دون محاكمة للأشخاص المرتبطين بالأنشطة الإجرامية لمدة تصل إلى ستة أشهر. وقال رئيس أمناء الجمعية التشريعية في سنغافورة إيدجورث بيرسفورد ديفيد خلال القراءة الثانية لمشروع قانون التعديل أنّ هذه التشريعات ضرورية لمكافحة معارك العصابات أو غيرها من الجرائم التي يرتكبها أفراد التنظيمات السرية، وخاصة الصراع العنيف بين تلك التنظيمات. وأشار إلى أنه في عام 1954 كان هناك 30 معركة بين تنظيمات سرية وارتفع العدد بحلول عام 1957 إلى 150 معركة، وارتفع أيضًا في الأشهر الستة الأولى من عام 1958 إلى 157 معركة، ما يعادل ضعف العام السابق. كانت مكافحة مثل هذه المعارك صعبة على الشرطة بسبب صعوبة الكشف عنها وملاحقتها، لأن شهود العيان كانوا خائفين للغاية من الانتقام ولم يقوموا بتقديم أي معلومات تؤدي إلى اعتقال أعضاء العصابات. حيث قال:
«قررت الحكومة في هذه الظروف وجوب اتخاذ المزيد من الخطوات الصارمة لحماية الشعب من أنشطة هذه العصابات، وبما أنه لا يمكن تحقيق هذه الحماية من خلال الوضع الطبيعي للعمليات القضائية للمحاكم، يجب أن تستكمل هذه الإجراءات الوقائية من قبل المحاكم والتي تعتبر كافية في الأوقات العادية بإجراءات تنفيذية تتبع موجة الجريمة غير الطبيعية الحالية. ومن واجب الحكومة القيام بذلك بسبب مسؤوليتها الأساسية في صون السلام والنظام الجيد، وأعتقد أن هناك مطالبة عامة واسعة النطاق باتخاذ هذه الإجراءات التي ستلاقي الدعم والترحيب من جميع أفراد المجتمع الملتزمين بالقانون».
لي كوان يو، رئيس وزراء سنغافورة بين عامي 1959 - 1990، دعم قانون الاحتجاز دون محاكمة بموجب الدستور الأساسي في أغسطس / آب عام 1958.

أكد رئيس الوزراء أنه لا توجد نية لاستخدام صلاحيات الاحتجاز دون محاكمة بشكل عشوائي. بل تم تشريعها للتعامل مع زعماء العصابات المسؤولين في المقام الأول عن أنشطتهم، ولاختراق تنظيمات العصابات ومنع قادتهم من التحكم بعامة الناس. كانت الحكومة تستخدم القوة كتدبير مؤقت لمواجهة أي تهديد فوري، ولن يتم الإبقاء على تلك التشريعات حالما تكون الظروف مناسبة بعدم وجود أي تهديد. أيّد لي كوان يو مشروع القانون حيث كان عضو برلمان آنذاك عن حزب تانونج باجار، حيث قال:
«دعونا نواجه الحقيقة: إما أن نقدم هؤلاء العصابات إلى المحاكمة، أو لا نفعل شيئًا، أو نحبسهم دون محاكمة. نحن نفضل تقديمهم للمحاكمة إذا استطعنا. نحن نعرف وأعتقد أنّ كل محامٍ يعرف أننا وصلنا إلى هذه النقطة الآن عندما اعترف ضباط الشرطة بصراحة أنّ العصابات لا تخاف من الشرطة بعد الآن... الآن وبصراحة تامة إما أن نستسلم ونقول أنَّ العملية القضائية غير كافية، وبالتالي نتعرض للضرب على أيدي العصابات، أو ما الذي يمكننا فعله حيال ذلك؟ برأيي إذا لم يكن هناك طريقة أخرى فيجب التعامل معهم بحزم».
عُدل القانون بعد أن أصبحت سنغافورة دولة تتمتع بالحكم الذاتي داخل الإمبراطورية البريطانية في سبتمبر / أيلول عام 1959 لتمديد فترة الاحتجاز من ستة أشهر إلى 12 شهرًا، ومنح وزير الداخلية سلطة وضع الأشخاص المرتبطين بالأنشطة الإجرامية تحت إشراف الشرطة كبديل عن الاحتجاز، والسماح بفرض قيود خاصة على الأشخاص الخاضعين لإشراف الشرطة وعقوبات خاصة عليهم لخرقهم القيود أو إدانتهم بارتكاب جرائم محددة. وتم تمديد المرسوم الذي كان من المقرر أن ينتهي في أكتوبر / تشرين الأول من ذلك العام لمدة خمس سنوات. وأصبح القانون يتجدد كل خمس سنوات منذ ذلك الوقت، حيث بقي مدرجًا في دفاتر القوانين بعد الاستقلال الكامل لسنغافورة في عام 1965. تم تجديد الدستور الأساسي 13 مرة منذ عام 1955 كان آخرها في 11 نوفمبر / تشرين الثاني عام 2013، وسيبقى القانون ساري المفعول حتى 20 أكتوبر / تشرين الأول عام 2019.